# FA Charity Shield 1970
Lo FA Charity Shield 1970, noto in italiano anche come Supercoppa d'Inghilterra 1970, è stata la 48ª edizione della Supercoppa d'Inghilterra.
Si è svolto l'8 agosto 1970 allo Stamford Bridge di Londra tra l'Everton, vincitore della First Division 1969-1970, e il Chelsea, vincitore della FA Cup 1969-1970. Si giocò a Londra e non a Goodison Park, teatro dei campioni d'Inghilterra, per l'inizio dei lavori di rifacimento della Main Stand dello stadio di Liverpool.
A conquistare il titolo è stato l'Everton che ha vinto per 2-1 con reti di Alan Whittle e Howard Kendall. Alan Ball ha indossato per la prima volta le scarpe bianche.

## Partecipanti
| Squadre | Qualificazione                           | Partecipazioni precedenti (il grassetto indica la vittoria) |
| ------- | ---------------------------------------- | ----------------------------------------------------------- |
| Everton | Vincitore della First Division 1969-1970 | 5 (1928, 1932, 1933, 1963, 1966)                            |
| Chelsea | Vincitore della FA Cup 1969-1970         | 1 (1955)                                                    |

## Tabellino
| Londra 8 agosto 1970, ore 15:00 BST                          | Chelsea   | 1 – 2 referto   | Everton | Stamford Bridge (43.547 spett.) |
| \| \| \| \| \| Hutchinson \| Marcatori \| Whittle Kendall \| |           |                 |         |                                 |
|                                                              |           |                 |         |                                 |
| Hutchinson                                                   | Marcatori | Whittle Kendall |         |                                 |

### Formazioni
| Chelsea:    |    |                |
|             |    |                |
| P           | 1  | Peter Bonetti  |
| D           | 5  | Paddy Mulligan |
| D           | 2  | David Webb     |
| D           | 6  | Marvin Hinton  |
| D           | 3  | Ron Harris     |
| C           | 7  | Keith Weller   |
| C           | 4  | John Hollins   |
| C           | 8  | Alan Hudson    |
| C           | 11 | Peter Houseman |
| A           | 9  | Peter Osgood   |
| A           | 10 | Ian Hutchinson |
| Allenatore: |    |                |
| Dave Sexton |    |                |

| Everton:        |    |                |
|                 |    |                |
| P               | 1  | Gordon West    |
| D               | 2  | Tommy Wright   |
| D               | 5  | Brian Labone   |
| D               | 10 | John Hurst     |
| D               | 3  | Keith Newton   |
| C               | 4  | Howard Kendall |
| C               | 6  | Colin Harvey   |
| C               | 8  | Alan Ball      |
| C               | 11 | Alan Whittle   |
| A               | 7  | Jimmy Husband  |
| A               | 9  | Joe Royle      |
| Allenatore:     |    |                |
| Harry Catterick |    |                |